# آیات خضوره
آیات خضوره (۱۹۹۶–۲۰۲۳) یک روزنامه‌نگار فلسطینی بود. او دارای مدرک لیسانس در رشته رسانه‌های دیجیتال از دانشگاه آزاد قدس بود. وی در یک مؤسسهٔ رسانه ای به عنوان سردبیر و مسئول روابط عمومی فعال بود و علاوه بر روزنامه‌نگاری و تهیهٔ گزارش، در زمینهٔ ایجاد وبلاگ‌های تبلیغاتی برای شرکت‌های خصوصی هم فعالیت می‌کرد. او گزارشی از مشکل دپوی زباله و نحوه حل آن تهیه کرده بود.
او به همراه مادربزرگ و سه برادرش در شامگاه ۲۱ نوامبر ۲۰۲۳ در جریان حمله هوایی که توسط نیروی هوایی اسرائیل به خانه وی در بیت لاهیا در شمال شهر غزه انجام شد، کشته شد.